# Burgers’ Zoo
Koordinaten: 52° 0′ 36″ N, 5° 53′ 59″ O
Burgers’ Zoo (vollständiger Name: Koninklijke Burgers' Zoo) ist ein Zoo in Arnhem, Niederlande. Er ist besonders für seine großen überdachten Themenbereiche bekannt und gilt als artenreichster und meistbesuchter Zoo in den Niederlanden.

## Geschichte
1913 eröffnete Johan Burgers seine international renommierte Fasanerie als Faisantarie Buitenlust in seiner Heimatstadt 's-Heerenberg der Öffentlichkeit. Das war der Anfang von Burgers' Zoo. 1923 konnte Burgers Zugang zu einem großen Gelände in der Stadt Arnheim haben, wo er seine Ansichten (unter dem Einfluss von Carl Hagenbeck) über die Haltung von Tieren in die Praxis umsetzen konnte: die Tiere – einschließlich der Raubtiere – nicht hinter Gittern, sondern auf offenen Terrassen und in Tälern, die durch breite Kanäle von der Öffentlichkeit getrennt waren. Die riesigen künstlichen Felsen, die den Tierpark jahrelang prägten, mussten den Neubauten der achtziger Jahre für neue Projekte wie den Busch, die Wüste und die Rimba Platz machen.
Während des Zweiten Weltkriegs erlitt der Park große Schäden, insbesondere während der Schlacht um Arnheim im September 1944 und der darauf folgenden Zeit bis Mai 1945, in der Arnheim evakuiert wurde. Einige der Evakuierten übernachteten im angrenzenden Freilicht-Museum. Die damaligen Direktoren Lucie Burgers (Tochter des Gründers) und ihr Mann Reinier van Hooff führten den Park durch diese sichtlich schwere Zeit. Zwei Zoowärter und eine große Anzahl von Tieren starben jedoch während des Krieges.
Nach dem Zweiten Weltkrieg stand der Burgers' Zoo in den Niederlanden an der Spitze der Innovationen bei der Haltung exotischer Tiere in Gruppen: Dies begann mit der Eröffnung eines Safari-Parks im Jahr 1968. Die Besucher konnten ihre eigenen Autos durch eine riesige Waldlandschaft fahren, in der die Löwen frei herumstreiften. In späteren Jahren hat sich dies in den immer noch existenten Safari-Park ausgeweitet, wo eine Gemeinschaft afrikanischer Savannenbewohner von einer Aussichtsplattform aus zu sehen sind. 1971 wurde die Schimpanseninsel in Betrieb genommen. Zum ersten Mal fand hier eine große soziale Kolonie mit einer natürlichen Zusammensetzung (mehrere erwachsene Männchen und Weibchen in einer Gruppe) statt. Diese Kolonie von Schimpansen ist seit Jahrzehnten Gegenstand der Erforschung ihres Verhaltens unter der Leitung des Utrechter Professors für Verhaltensbiologie, Jan van Hooff (Enkel des Gründers Johan Burgers). Diese Forschung hat auf der ganzen Welt Ruhm erlangt, unter anderem durch den Film von Bert Haanstra Chimps onder elkaar (1984) und Frans de Waals Buch Chimpanzeepolitiek (1982).
Unter der Leitung von Enkel Antoon van Hooff wurde um 1988 ein neuer Weg für die Präsentation von Tieren eingeschlagen. In sehr großen Hallen wurden eine große Anzahl von Tier- und Pflanzenarten aus einer bestimmten Landschaft zusammengeführt, wie dem tropischen Regenwald (Burgers' Bush, 1988 eröffnet) oder einer amerikanischen Wüste (Burgers' Desert, 1994 eröffnet). Diese Präsentationen werden vom Zoo als „Ökodisplays“ bezeichnet. Mit der Einführung dieser Landschaftspräsentationen, die zu allen Jahreszeiten besucht werden sollen, und einem Kongresszentrum ist der Park nur teilweise von dem Umsatz der Sommermonate abhängig.
Unter der Leitung von Sohn Alex van Hooff wurde 2006 ein Masterplan entwickelt, aus dem mindestens eine breite Main Street im zentralen Teil des Parks gebaut werden sollte. Dieser Weg würde die Verbindung zwischen den verschiedenen Lebensräumen bilden. Zusätzlich zu dieser Umgehungsstraße gibt es Pläne für noch mehr Lebensräume.
Im März 2012 wurde zum 99. Jahrestag des Parks ein neuer Indoor-Spielplatz („Kinderdschungel“) eröffnet. Die neue Attraktion Burgers' Mangrove wurde ebenfalls im Juli 2017 eröffnet. Am 13. März 2020 war der Park aufgrund der Corona-Krise in den Niederlanden auf unbestimmte Zeit für Besucher geschlossen. Am 19. Mai 2020 wurde der Park für die Öffentlichkeit wiedereröffnet, aber am 14. Dezember 2020 und 19. Dezember 2021 mussten alle Tierparks ihre Türen wieder schließen. Jedoch konnte der Park auch nach der COVID-19-Krise weitergeführt werden.

## Burgers’ Zoo heute

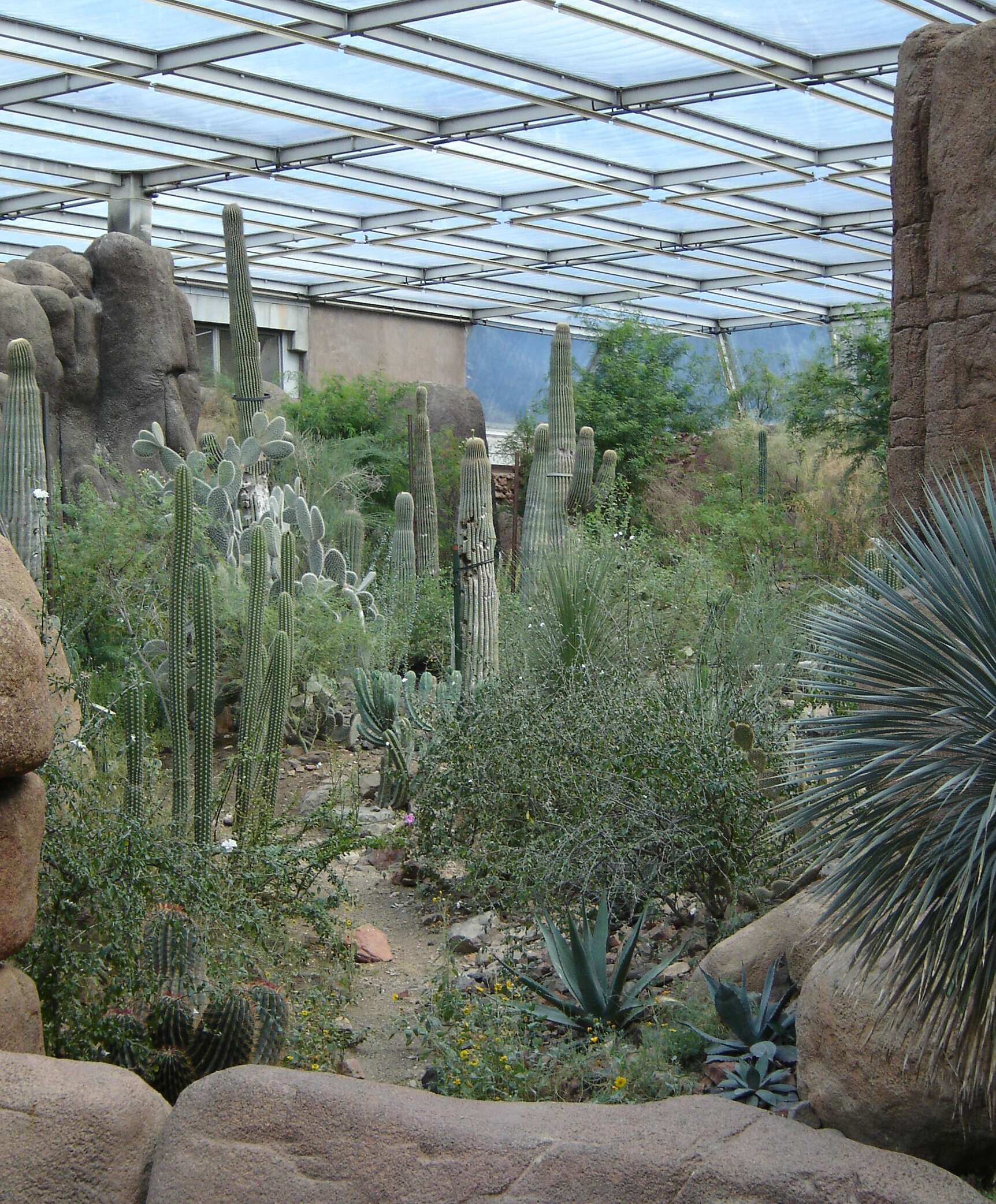
Nachgebildete Wüste Burgers’ Desert

Der Zoo erstreckt sich heute auf einem Gelände von 45 ha, wobei der eigentliche Zoo mit 3.000 Tieren nur 18 ha einnimmt. Ein großer Teil des Geländes wird vom Safaripark belegt, der heute allerdings nicht mehr von Autos oder Bussen befahren werden kann. Stattdessen können die Besucher von verschiedenen Aussichtspunkten und Brücken Einblick in die Tierwelt bekommen.
In einer 1,5 ha großen Halle befindet sich ein begehbarer Regenwald mit der entsprechenden Tier- und Pflanzenwelt. Desert nennt sich ein an der nordamerikanischen subtropischen Sonora-Wüste angelehntes Gelände. Eine weitere Attraktion ist der im Jahr 2000 eröffnete Ocean, eine Salzwasseranlage aus elf Becken mit insgesamt 8.000.000 Litern, in der die Besucher durch eine 20 × 5 × 0,35 m große Glasscheibe einen Einblick in die Unterwasserwelt bekommen können. Zudem gibt es auch eine Mangrovenhalle. Sie wurde als Prototyp für Burgers’ Bush gebaut. Nach der Fertigstellung wurde sie zur Mangrovenhalle umgebaut. Die neueste Attraktion ist Burgers’ Mangrove. Hier kann man Winkerkrabben, Seekühe und verschiedene Schmetterlinge sehen.
Themenbereiche:
- Burgersʼ Bush: Erdferkel, Capybara, Zwergotter, Straußwachtel, Argusfasan, Scharlachsichler, Mähnenibis, Kron-, Kragen-, Brandtaube, Rotohrbülbül, Sumbawadrossel, Finkenschnabelstar, Sonnenralle, Brasiltangare, Grüner Leguan, Afrikanischer Lungenfisch

- Burgersʼ Desert: Halsbandpekari, Urson, Schwarzschwanz-Präriehund, Katzenfrett, Rotluchs, Truthahngeier, Rennkuckuck, Helm- und Montezumawachtel, Ultramarinbischof, Blauflügelente, Weißflügel- und Socorrotaube, Roter Kardinal, Gilakrustenechse, Klapperschlange

- Burgersʼ Rimba: Sonnenbär, Binturong, Schweinsaffe, Brillenlangur, Gelbwangengibbon, Siamang, Schweins- und Leierhirsche, Banteng, Tiger, Bindenwaran

- Burgersʼ Safari: Rothschildgiraffe, Steppenzebra, Beisa-Oryx, Breitmaulnashorn, Ellipsen-Wasserbock, Weißbartgnu, Rosapelikan, Löwe, Gepard